# 네스테

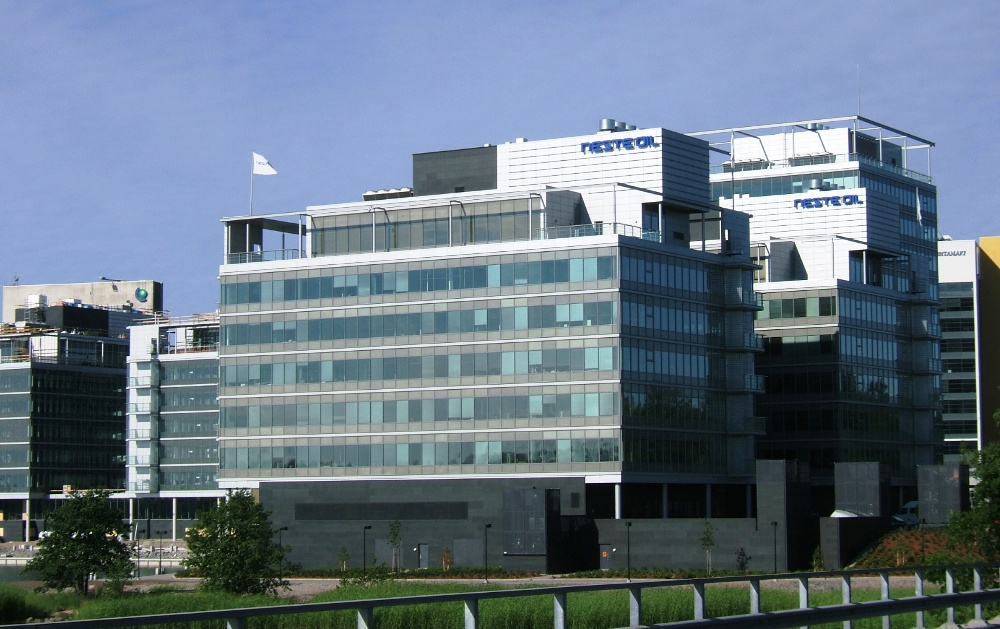

네스테(Neste)는 핀란드 에스포에 위치한 석유 정제 및 마케팅 기업이다. 석유 제품을 생산, 정제, 마케팅하며 엔지니어링 서비스를 제공하고 생산 기술의 라이선스를 부여한다. 네스테는 14개국에서 운영 중이다.
네스테의 주식은 나스닥 헬싱키에 상장되어 있다.
2021년, 네스테는 핀란드에서 수익 면에서 3번째로 큰 기업이다.
"네스테"는 핀란드어로 "액체"를 의미한다.